# Родригес, Чипита
Хосефа «Чипита» Родригес (исп. Josefa "Chipita" Rodriguez; 30 декабря 1799 — 13 ноября 1863) — женщина, осуждённая за убийство и повешенная в округе Сан-Патришио (штат Техас), в возрасте 63 лет. Более чем через столетие, 13 июня 1985 года, легислатура Техаса приняла резолюцию, в которой отмечалось, что Родригес не получила справедливого судебного разбирательства. Она стала героиней двух опер, многочисленных книг, газетных и журнальных статей.

## Суд и казнь
Хосефа Родригес родилась 30 декабря 1799 года в Мексике. Она имела мексиканско-американское происхождение и жила в южнотехасском городке Сан-Патришио, снабжая путешественников едой и ночлегом на крыльце своего лабаза на реке Нуэсес. Её обвинили в ограблении и убийстве топором торговца по имени Джон Сэвидж. Однако украденные у него 600 долларов золотом были найдены ниже по реке, где было обнаружено тело Сэвиджа в мешковине. Она и Хуан Сильвера (который, возможно, был её незаконнорожденным сыном) были обвинены по косвенным уликам и предстали перед судьёй 14-го окружного суда Бенджамином Ф. Нилом из Сан-Патришио. Хотя Родригес настаивала на своей невиновности, она отказалась давать показания в свою защиту и хранила молчание на протяжении всего процесса. По некоторым предположениям так она защищала своего виновного сына. Хотя присяжные рекомендовали помиловать её, Нил осудил её на казнь. Она была повешена в пятницу, 13 ноября 1863 года. На момент смерти ей было 63 года. Её последними словами были «No soy culpable» (я не виновна). Как минимум один свидетель повешения утверждал, что слышал стон из её гроба, который был помещён в безымянную могилу. Эта история породила легенду, что её призрак преследует Сан-Патришио, особенно перед женскими казнями. Родригес стала изображаться в виде призрака с петлёй на шее, скачущего верхом по мескитовым деревьям или причитающего с речных берегов.

## В культуре
Чипита Родригес стала героиней многочисленных книг и газетных статей. Эпическая поэма Рейчел Блантцер Хеберт «Тени на Нуэсесе» и поэма Терезы Паломо Акосты «Чипита» изображают Родригес как героиню. В 1993 году музыкальное отделение Техасского университета в Остине исполнило оперу «Чипита Родригес», сочинённую профессором Техасского университета Кристи Лоуренс Вайнер.